# Agaricia lamarcki
Espèce
Statut de conservation UICN

 VU A4ce : Vulnérable
Statut CITES
Agaricia lamarcki est une espèce de coraux appartenant à la famille des Agariciidae.